# خوزه فرر
خوزه فرر (انگلیسی: José Ferrer؛ زاده ۸ ژانویهٔ ۱۹۱۲ درگذشته ۲۶ ژانویه ۱۹۹۲) هنرپیشه اهل ایالات متحده آمریکا بود. وی بین سال‌های ۱۹۳۵ تا ۱۹۹۲ میلادی فعالیت می‌کرد.
از فیلم‌هایی که وی در آن نقش داشته‌ است، می‌توان به تل‌ماسه، قصر لذت، سفر نفرین‌شده و لورنس عربستان اشاره کرد.
وی هم‌چنین برنده جوایزی هم‌چون جایزه اسکار بهترین بازیگر نقش اول مرد شده است.

## دیگر جوایز
برنده گلدن گلوب بهترین بازیگر مرد برای فیلم سیرانو دو برژراک -۱۹۵۰